# Xã Mifflin, Quận Ashland, Ohio
Xã Mifflin (tiếng Anh: Mifflin Township) là một xã thuộc quận Ashland, tiểu bang Ohio, Hoa Kỳ. Năm 2010, dân số của xã này là 1.126 người.